# Marksiedlitz
Marksiedlitz ist ein rechtsseitig der Elbe gelegener Ortsteil der sächsischen Gemeinde Glaubitz im Landkreis Meißen.

## Geographie
Marksiedlitz ist landwirtschaftlich geprägt und besteht aus mehreren großen Bauernhöfen. Das Zeilendorf mit Gewannfluren ist 76 Hektar groß. Der Elsterwerda-Grödel-Floßkanal verläuft durch den Ort. Marksiedlitz liegt etwa 1 km nördlich von Radewitz und 2 km nordwestlich von Glaubitz, welches über die Kreisstraße 8573 erreichbar ist ebenso wie das 2 km nordöstlich gelegene Streumen. 9 km westlich von Marksiedlitz erreicht man die Stadt Riesa über die Bundesstraßen 101 und 169. Das Ortszentrum Großenhain liegt etwa 13 km östlich und kann über die durch Glaubitz verlaufende Bundesstraße 101 erreicht werden.

## Geschichte
Marksiedlitz (Siedlitz) wurde 1233 zum ersten Mal erwähnt. Der Ortsname war mehrmals Änderungen unterzogen, so wurde Marksiedlitz im Jahr 1234 Sydeliz genannt, 1333 Sedlewitz , 1534  Siedelitz, so vormals ein Dörflein gewesen , 1559 Sidlitz, 1753 Mark Siedelicz, und 1791 Siedelicz. Am 30. August 1233 bestätigte der Bischof des Bistums Naumburg dem Kloster Riesa seinen Besitz, wozu auch das große Dorf Siedlitz mit 24 Hufen Land gehörte. In der nachfolgenden Zeit waren die Herren von Kiucz, der Meißner Domstift und wiederum das Kloster Riesa die Besitzer. 1534 verkauft Merten von Miltitz seine Güter in Naunhof und andere, dafür bekommt er das Kloster Riesa mit Besitzungen, dabei ist auch die Wüstung Siedlitz. Der Ort wurde aus unbekannten Gründen schon Mitte des 16. Jahrhunderts zur Wüstung. 1562 hatte von Pflugk freie Hasenjagd auf seinem Anteil der Dorfflur Siedlitz. Ab 1559 war das Rittergut Zabeltitz Grundherr der Wüstung und das dazugehörige Land wurde unter den Rittergütern Zabeltitz, Glaubitz und Streumen geteilt, was viel Streit nach sich zog. Um das Land des wüsten  Ortes stritten sich oft die umliegenden Grundherren und Bauern von Streumen, Glaubitz und Zabeltitz. Ab 1748 begann die Wiederbesiedlung des Dorfes, das jetzt Marksiedlitz genannt wurde. Zwei Bauern, die Besitzer einer halben Hufe Land das zum Rittergut Zabeltitz gehörte  Christian Hoyer und Hans Georg Hermann beginnen die Mark wieder zu bebauen. Das Rittergut Glaubitz klagt 1751 gegen die Bebauung, Urbarmachung und den Verkauf von Hofstätten. 1752 waren zwei Scheunen fertiggestellt und das Dorf nach Streumen eingepfarrt. Siedlitz war, bevor es zur Wüstung wurde, nach Streumen eingepfarrt gewesen. Hermann hatte in diesem Jahr neben seiner eigenen noch zwei weitere Stücken umgerissen und zu Feld gemacht. Ab 1762 wurde der neubesiedelte Ort vom Amt Großenhain verwaltet, ab 1856 vom Gerichtsamt Großenhain und ab 1875 von der Amtshauptmannschaft Großenhain. 1808 war Marksiedlitz vier Hufen groß und war auf zwölf Güter aufgeteilt hatte aber nur neun Besitzer, da ein Bauer 2 Güter gekauft hatte und ein anderer zwei. 1840 bestand das Dorf aus 9 Gütern und hatte etwa 40 Einwohner. 1890 hatte das Dorf 47 Einwohner. Im Jahr 1898 lebten in Marksiedlitz ein Gastwirt der den Gasthof Marksiedlitz betrieb, fünf Gutsbesitzer, ein Wirtschaftsbesitzer, ein Auszügler und ein Maurer. Es gab zehn Hausnummern.
Sachsen kam nach dem Zweiten Weltkrieg in die Sowjetische Besatzungszone und später zur DDR. Am 1. Juli 1950 wurde Marksiedlitz nach Radewitz eingemeindet. Nach der Gebietsreform 1952 wurde Marksiedlitz dem Kreis Riesa im Bezirk Dresden zugeordnet. 1973 wurde Marksiedlitz nach Glaubitz eingemeindet. Nach der Deutschen Wiedervereinigung kam der Ort zum wiedergegründeten Freistaat Sachsen. Die folgenden Gebietsreformen in Sachsen ordneten Marksiedlitz 1994 dem Landkreis Riesa-Großenhain und 2008 dem Landkreis Meißen zu.

### Bevölkerungsentwicklung
| Jahr | Einwohner                                | Jahr | Einwohner  |
| ---- | ---------------------------------------- | ---- | ---------- |
| 1764 | 2 besessene Mann, 4 Hufen je 24 Scheffel | 1933 | 52         |
| 1834 | 40                                       | 1939 | 45         |
| 1871 | 54                                       | 1946 | 77         |
| 1890 | 47                                       | 1950 | → Radewitz |
| 1910 | 48                                       | 1973 | → Glaubitz |
| 1925 | 60                                       | 2011 | 28         |